# Artistas viajeros en México
Se denomina artistas viajeros en México a aquellos que plasmaron a través de las artes plásticas la diversidad geográfica de dicho país, ya fuera a través del registro in situ o de la elaboración de bocetos para ser plasmados posteriormente en diversas técnicas. Algunos de los temas fueron paisajes de zonas urbanas y rurales, restos arqueológicos, tipos pintorescos, hechos históricos o escenas denominadas costumbristas. Su producción tuvo entre otros fines, su publicación en distintos países de Europa en la época del romanticismo.
Dichos artistas tuvieron en el acto de viajar una de sus características principales que determinó la hechura de su obra, ya que realizaron o acompañaron expediciones expresas a la geografía mexicana a sitios entonces remotos, registrando sus detalles, hitos y monumentos en sus obras.

## Contexto
Serán miles de foráneos desde el siglo XVI quienes lleguen a las que consideraban nuevas tierras, formados con imágenes que los habían informado previamente, provenientes de grabados, litografías y pinturas no exentas de exotismo, además de crónicas y testimonios escritos. Muchos de estos trabajos tuvieron una amplia difusión en Europa pero en el siglo XIX la diferencia radicó en el rigor científico con el que se pretendían elaborar los productos visuales, priorizando su rigurosidad y calidad en los detalles así como un interés expresamente antropológico y cultural. Debido a la rigurosa formación de los artistas en disciplinas como el grabado, en ocasiones cometieron errores de registro con el fin de realizarlo cumpliendo estándares y convenciones que aprendieron en Europa.
El origen y las profesiones a las cuales se dedicaron estos viajeros no fueron estrictamente artísticas en todos los casos. Muchos de ellos fueron geógrafos, ingenieros, diplomáticos o aventureros que bien contaban con habilidades artísticas o se hicieron acompañar de dibujantes y artistas plásticos.

## Temas plasmados

### Paisajes
Uno de los temas más reproducidos está en paisajes tanto rurales como urbanos. En el caso de los rurales, las y los artistas eligieron panoramas que mostraran la orografía de los sitios que visitaban, detalles geológicos e incorporaban la mayoría de elementos de flora y fauna que hallaban en los entornos naturales aunque estos en la realidad no estuvieron necesariamente en el mismo sitio. Ello con el objetivo de aportar mayor información naturalista en sus obras.

## Artistas

### Principales libros publicados por artistas viajeros*
| Artista                               | Principal obra                                                                             |
| ------------------------------------- | ------------------------------------------------------------------------------------------ |
| Alexander von Humboldt                | Visión de las cordilleras y Monumentos de los pueblos indígenas de América                 |
| William Bullock                       | Seis meses de residencia y viajes en México (o México en 1823)                             |
| Henry George Ward                     | México en 1827                                                                             |
| Lord Kingsborough                     | Antigüedades de México                                                                     |
| Guillermo Dupaix                      | Antigüedades mexicanas                                                                     |
| John Lloyd Stephens                   | Incidentes de viaje en Centroamérica, Chiapas y Yucatán                                    |
| Carl Christian Sartorius              | México y los mexicanos                                                                     |
| Charles Étienne Brasseur de Bourbourg | Monumentos antiguos de México. Palenque y otras ruinas de la antigua civilización mexicana |
| Desireé Charnay                       | Ciudades y ruinas americanas. Mitla, Palenque, Chichén Itzá y Uxmal                        |

*Según Ramírez (1982)

### Alexander Von Humboldt
Será Humboldt el primero de los viajeros al actual México quien entre 1807 y 1834 publicó su gran obra Viaje a las regiones equinocciales del nuevo continente..., y en ella plasmó a través de ilustraciones profusas decenas de ríos, montañas, monumentos y sitios emblemáticos que registró a su paso por zonas que probablemente no contaban con registros gráficos y fueron motivados por intereses científicos.